# Iván Rocha
Iván Rocha Lima (nacido el 14 de enero de 1969 en São Paulo, Brasil) es un exfutbolista brasileño. Jugaba de defensor y su primer club fue el São Paulo. Tiene 56 años y desarrolló la mayor parte de su carrera en España.

## Carrera
Comenzó su carrera en 1988 jugando para el São Paulo. Jugó para el equipo hasta 1992. Ese año se fue a España para formar parte de las filas del Real Valladolid. Se mantuvo en el club vallisoletano hasta 1994. Ese año se traslada al Atlético Madrid. Juega para el equipo colchonero hasta 1996. Ese año fue cedido al Real Valladolid. Al año siguiente fue cedido a las filas del CD Logroñés. Ese año se fue al Atlético de Madrid B. En 1998, después de pasar por la filial del equipo colchonero, fue cedido al RCD Mallorca. Ese año se fue al Alavés, en donde juega hasta el año 1999. Ese año se sumó a las filas del CD Numancia de Soria. Juega para el club hasta el 2000. Ese año se trasladó al Elche CF. Se mantuvo en ese club hasta el año 2001. En 2003, a su regreso de España, se pasó al Paulista FC. Ese año se trasladó al União São João, en donde se retiró en el año 2004.

## Clubes
| Club                   | País   | Año       |
| ---------------------- | ------ | --------- |
| São Paulo              | Brasil | 1988-1992 |
| Real Valladolid        | España | 1992-1994 |
| Atlético de Madrid     | España | 1994-1996 |
| Real Valladolid        | España | 1996      |
| CD Logroñés            | España | 1997      |
| Atlético de Madrid "B" | España | 1997      |
| Real Mallorca          | España | 1998      |
| Alavés                 | España | 1998-1999 |
| CD Numancia de Soria   | España | 1999-2000 |
| Elche CF               | España | 2000-2001 |
| Paulista FC            | Brasil | 2003      |
| União São João         | Brasil | 2003-2004 |